# Мандрыкин, Ефим Иванович
Ефим Иванович Мандрыкин (1915—1998) — участник Великой Отечественной войны, командир 613-го стрелкового полка, 91-й стрелковой дивизии, 51-й армии, 4-го Украинского фронта, подполковник. Герой Советского Союза (1943).

## Биография
Родился 2 января (15 января по новому стилю) 1915 года в селе Кручёная Балка Медвеженского уезда Ставропольской губернии, ныне Сальского района Ростовской области в семье рабочего. Русский.
В конце 1929 года отца Ефима — Ивана Васильевича — перевели работать в село Хлеборобное Целинского района (тогда Западно-Коннозаводческого района) Ростовской области. Переехали всей семьёй. Работал в колхозе имени Будённого.
В возрасте двадцати лет он уезжает из Хлеборобного для учёбы в кооперативной школе. Затем с отличием в 1938 году окончил мукомольный техникум в городе Новочеркасске Ростовской области. Работал на элеваторе.
В Красной Армии с 1939 года. Член ВКП(б)/КПСС с 1939 года. В 1941 году окончил военно-политическое училище. На фронтах Великой Отечественной войны с июля 1941 года. Участвовал в обороне Москвы, в Сталинградской битве, в освобождении Донбасса (в том числе и города Торецка), Крыма, города Севастополя и Прибалтики.
Командир стрелкового полка подполковник Ефим Мандрыкин особо отличился в боях за город Мелитополь Запорожской области Украины. В период с 14 по 16 октября 1943 года вверенный подполковнику Мандрыкину Е. И. стрелковый полк прикрывал левый фланг стрелкового корпуса, отражая контратаки противника. Преодолевая упорное вражеское сопротивление, в уличных боях в Мелитополе воины полка под командованием Е. И. Мандрыкина нанесли гитлеровцам значительный урон в живой силе и технике. Командир полка был дважды ранен, но не покинул поле боя.
После войны Мандрыкин продолжал службу в армии. Более 10 лет служил военным комиссаром Орловской области. Окончил курсы усовершенствования офицерского состава при Военной академии имени М. В. Фрунзе, а в 1953 году — Ростовский государственный университет.
Когда в 1950-е годы группа орловских художников во главе с А. И. Курнаковым (в неё входили Г. В. Дышленко и Л. И. Курнаков) трудилась над созданием диорамы «Орловская наступательная операция. Прорыв немецкой обороны у д. Малое Измайлово 12 июля 1943 года», Е. И. Мандрыкин участвовал в этой работе в качестве военного консультанта.
С 1970 года полковник Мандрыкин Е. И. находился в отставке. Жил в Москве, где и скончался 11 февраля 1998 года. Похоронен на Митинском кладбище в Москве (участок 24).

## Память
- г. Сальск, пл. Свободы, памятная стела с барельефом Мандрыкина Е.И.на Аллее Героев площади Свободы города Сальска установлена памятная стела с барельефом Е.И. Мандрыкина[3].
- В 2000 году, накануне 55-летия Победы в Великой Отечественной войне, жюри конкурса, объявленного правительством Москвы к Дню Победы, отметило специальной авторской премией воспоминания Героя Советского Союза Е. И. Мандрыкина «Веление и боль памяти», изданные после смерти автора его друзьями из Сальска.
- Почётный гражданин города Дзержинска[4].
- Почётный гражданин Мелитополя (1993).
- Почётный гражданин города Сальска и Сальского района (1995)[5].

## Награды
- Указом Президиума Верховного Совета СССР от 1 ноября 1943 года за умелое командование стрелковым полком, образцовое выполнение боевых заданий командования на фронте борьбы с немецко-фашистским захватчиками и проявленные при этом мужество и героизм подполковнику Мандрыкину Ефиму Ивановичу присвоено звание Героя Советского Союза с вручением ордена Ленина и медали «Золотая Звезда» (№ 1291).
- Награждён орденами Красного Знамени, Суворова 3-й степени, Александра Невского, Отечественной войны 1-й степени, Красной Звезды, медалями.